# محمود ابوالعلا
محمود ابوالعلا (انگلیسی: Mahmoud Abouelelaa؛ زادهٔ ۴ ژوئن ۱۹۵۴) بازیکن والیبال اهل مصر بود.